# Dolmen de la Pierre Laye
Le dolmen de la Pierre Laye est un dolmen situé sur le territoire de la commune de Vauxrezis, dans le département de l'Aisne, en France.

## Historique
Le monument a été découvert avant 1841 par le docteur Godelle et fut fouillé vers 1850 sous la direction de la société archéologique de Soissons. Il est classé au titre des monuments historiques en 1944.

## Description
Le dolmen se compose d'une grande table de couverture de 4 m de long sur 2 m de large reposant à l'origine sur sept orthostates : un côté gauche, deux côté droit, deux au fond et côté ouverture. La table de couverture comporte des petites cuvettes qui sont d'origine naturelle ou correspondent à des traces de tentative de débitage par des carriers.

## Matériel archéologique
Des ossements correspondant à une vingtaine de squelettes furent découverts dans la chambre funéraire,.
Dans un rayon de 40 à 130 m autour du dolmen, Vauvillé recueillit plusieurs objets lithiques dont une hache non polie (141 mm de longueur sur 41 mm de largeur).